# Plassac (Gironda)
Plassac es una población y comuna francesa del departamento de Gironda en la región de Nueva Aquitania.

## Geografía
Comuna situada a orillas del estuario de la Gironda, dentro del Blayais, a 3 kilómetros al sur de Blaye, sobre la route départementale 669. Se trata de un municipio rural, vitícola, dentro de la AOC Blaye.

## Historia
Está acreditado un asentamiento galorromano por el descubrimiento de los vestigios de tres villas galorromanas, que datan del siglo I al siglo VI. Estos vestigios se encuentran no lejos de la Gironda.
En la Edad Media, el centro de actividad del pueblo parece que se desplazó hacia las alturas que dominan el río. Es testimonio particular de ello un tesoro de monedas merovingias descubiertas hacia el año 1850 en el lugar llamado Montuzet (Mont des Oiseaux).
El Bas Plassac ("Bajo Plassac"), en torno al puerto, desarrolló una actividad fluvial y marítima importante en los siglos XVII a XIX. Esta actividad fluvial fue en retroceso poco a poco en el siglo XX.

## Demografía
| 892 | 853 | 901 | 956 | 964 | 913 | 950 | 869 |
| Para los censos de 1962 a 1999 la población legal corresponde a la población sin duplicidades (Fuente: INSEE [Consultar]) |     |     |     |     |     |     |     |